# Erica gracilipes
Erica gracilipes är en ljungväxtart som beskrevs av Guthrie och Bolus. Erica gracilipes ingår i släktet klockljungssläktet, och familjen ljungväxter. Inga underarter finns listade i Catalogue of Life.